# Newsweek Champions Cup and the Evert Cup 1999
Newsweek Champions Cup and the Evert Cup 1999 - тенісні турніри, що проходили на відкритих кортах з твердим покриттям. Це був 26-й турнір Мастерс Індіан-Веллс. Належав до серії Super 9 в рамках Туру ATP 1999, а також до серії Tier I в рамках Туру WTA 1999. І чоловічий і жіночий турніри відбулись на Grand Champions Resort у Індіан-Веллсі (США) з 5 до 14 березня 1999 року.

## Переможниці та фіналістки

### Одиночний розряд, чоловіки
Марк Філіппуссіс —  Карлос Моя, 5–7, 6–4, 6–4, 4–6, 6–2
- Для Філіппуссіса це був 2-й титул за сезон і 10-й - за кар'єру.

### Одиночний розряд, жінки
Серена Вільямс —  Штеффі Граф, 6–3, 3–6, 7–5
- Для Вільямс це був 3-й титул за сезон і 7-й — за кар'єру.

### Парний розряд, чоловіки
Вейн Блек /  Сендон Столл —   Елліс Феррейра /  Рік Ліч, 7–6(7–4), 6–3

### Парний розряд, жінки
Мартіна Хінгіс /  Анна Курнікова —  Мері Джо Фернандес /  Яна Новотна, 6–2, 6–2

## Учасниці

### Сіяні учасниці
| Країна    | Гравчиня         | Рейтинг | Сіяна |
| --------- | ---------------- | ------- | ----- |
| Швейцарія | Мартіна Хінгіс   | 1       | 1     |
| США       | Ліндсі Девенпорт | 2       | 2     |
| США       | Моніка Селеш     | 3       | 3     |
| Чехія     | Яна Новотна      | 4       | 4     |
| Німеччина | Штеффі Граф      | 7       | 5     |
| Франція   | Марі П'єрс       | 8       | 6     |
| ПАР       | Аманда Кетцер    | 9       | 7     |
| Франція   | Наталі Тозья     | 10      | 8     |
| Росія     | Анна Курнікова   | 11      | 9     |
| Швейцарія | Патті Шнідер     | 12      | 10    |
| Бельгія   | Домінік Ван Рост | 13      | 11    |
| Франція   | Сандрін Тестю    | 14      | 12    |
| Румунія   | Іріна Спирля     | 16      | 13    |
| Іспанія   | Кончіта Мартінес | 17      | 14    |
| Білорусь  | Наташа Звєрєва   | 18      | 15    |
| Австрія   | Барбара Шетт     | 19      | 16    |

### Інші учасниці
Нижче подано учасниць, що отримали вайлд-кард на вихід в основну сітку:
- Александра Стівенсон
- Мері Джо Фернандес
- Ольга Барабанщикова
- Лілія Остерло

Нижче наведено учасниць, що отримали вайлдкард на участь в основній сітці в парному розряді:
- Ольга Барабанщикова /  Магі Серна
- Штеффі Граф /  Анке Губер

Нижче наведено учасниць, що пробились в основну сітку через стадію кваліфікації в одиночному розряді:
- Алісія Молік
- Брі Ріппнер
- Барбара Ріттнер
- Тетяна Панова
- Міхо Саекі
- Марія Санчес Лоренсо
- Андреа Гласс
- Джессіка Стек

Нижче наведено учасниць, що пробились в основну сітку через стадію кваліфікації в парному розряді:
- Крісті Богерт /  Анн-Гель Сідо